# ویل بریتین
ویل بریتین (انگلیسی: Will Brittain؛ زادهٔ ۱۰ اوت ۱۹۹۰) یک هنرپیشه اهل ایالات متحده آمریکا است.او در فیلم ویلیام (فیلم) در نقش یک انسان نئاندرتال که طی یک پژوهش در عصر جدید زاده می شود نقش آفرینی کرده است.